# أبو عمرو بن السماك
 أبو عمرو عثمان بن أحمد بن عبد الله بن يزيد البغدادي الدقاق الشهير بـ ابن السماك، (المتوفي 344 هـ - 955م)، مسند العراق، محدث من الثقات، قال عنه الذهبي:  «صدوق في نفسه، لكن روايته لتلك البلايا عن الطيور كوصية أبي هريرة، فالآفة من فوق أما هو فوثقه الدارقطني»، درس ببغداد، ومن كتبه: «الديباج» و «الأمالي» و«وفيات الشيوخ»، توفي سنة 344 هـ.

## طلبه للعلم
سمع باعتناء والده من: أبي جعفر محمد بن عبيد الله بن المنادي، وأحمد بن عبد الجبار العطاردي، وحنبل بن إسحاق، والحسين بن محمد بن أبي معشر، ومحمد بن الحسين الحنيني، وعبد الرحمن بن محمد بن منصور الحارثي كربزان، ويحيى بن أبي طالب، والحسن بن مكرم.
حدث عنه: الدارقطني، وابن شاهين، وابن منده، والحاكم النيسابوري، وأبو عمر بن مهدي، وابن رزقويه، وأبو الحسين بن بشران، وأبو الحسين بن الفضل، وأبو علي شاذان.

## الجرح والتعديل
- قال عنه الدارقطني:[3] «شيخنا أبو عمرو، كتب عن العطاردي ومن بعده، وكتب المصنفات الطوال بخطه، وكان من الثقات .»
- قال الخطيب البغدادي:[3] «كان ابن السماك ثقة ثبتا سمعت ابن رزقويه، يقول : حدثنا الباز الأبيض أبو عمرو بن السماك السلمي، أخبرنا الدارقطني، سمعت ابن السماك، يقول: وجه إلي الحسين النوبختي، وقد كنت قضيت له حاجة: ابعث إلى القاضي أبي الحسين ابن أبي عمر ليقبل شهادتك ؟ فقلت : لا أنشط لذلك . أنا أشهد على رسول الله ﷺ وحدي فتقبل شهادتي، لا أحب أن أشهد على العامة ومعي آخر»
- قال عنه الذهبي:[1] «صدوق في نفسه، لكن روايته لتلك البلايا عن الطيور كوصية أبي هريرة، فالآفة من فوق أما هو فوثقه الدارقطني»
- قال الحاقظ ابن حجر في اللسان:[1] «لا ينبغي أن يُغمز ابن السماك بروايته لهذه الفضائح»
- قال الحاكم النيسابوري في المستدرك:[1] «قد لحق بعض شيوخ البخاري، ومات بعد البخاري بنحو من مائة سنة»

## مصنفاته
- جزء فيه شروط أمير المؤمنين عمر بن الخطاب  على النصارى، وفيه حديث واصل الدمشقي ومناظرته لهم [4]
- الثاني من الفوائد المنتقاة[5]
- الثاني من أمالي ابن السماك[6]
- الديباج[2]
- وفيات الشيوخ [2]

## وفاته
توفي في بغداد، يوم الجمعة لثلاث بقيت من ربيع الأول 344 هـ، وشيعه نحو خمسين ألف، وصلى عليه ابنه محمد، وقد عمّر محمد، وحدّث عن البغوي وغيره.